# Секс и град 2
Секс и град 2 (енгл. Sex and the City 2) је амерички играни филм из 2010. који је режирао Мајкл Патрик Кинг. Представља други део филма Секс и град У главним улогама се појављују Сара Џесика Паркер, Кристин Дејвис, Ким Катрал и Синтија Никсон. 

## Улоге
| Глумац             | Улога                  |
| ------------------ | ---------------------- |
| Сара Џесика Паркер | Кери Бредшо            |
| Ким Катрал         | Саманта Џонс           |
| Кристин Дејвис     | Шарлот Јорк Голденблат |
| Синтија Никсон     | Миранда Хобс           |
| Крис Нот           | Зверка                 |
| Дејвид Ајгенберг   | Стив Брејди            |
| Џон Корбет         | Ејдан Шо               |
| Пенелопе Круз      | Кармен Гарсија         |

## Радња
Пре премијере се дуго држало у строгој тајности заплет филма, сигурно је једино било да ће у њој бити окупљене филмске звезде (Сара Џесика Паркер, Ким Картал, Синтија Никсон и Кристин Дејвис). У новом филму им се придружују Мајли Сајрус, Лајза Минели и Пенелопе Круз.
Две године након првог филма се опет сусрећу пријатељице. Све пријатељице су удате осим Саманте која има 52 године, и која се труди да одржи свој либидо на нивоу, што није лако због хормонских промена менопаузе. Све оне живе мање интересантан живот сивих свакидашњица. Миранда је оставила свој посао, Шарлот има двоје деце, Кери се удала с Мистером Бигом (Крис Нот), али нису сложни око тога како да проведу своје време, она би стално да иде негде, а он да проводи време код куће, да једе добру храну, и да гледа телевизор. За годишњицу свога брака она поклања њему отмени сат Ролекс.
Кери је затражила од њега да проведе један викенд у њиховом старом стану, да би завршила чланак који пише. Мистер Биг то схвата као одмор од брачног живота. Саманта се приближава арапском шеику коме ради Пи-Ар за бизнис, који јој даје могућност да са пријатељима одлети на луксузни викенд у Абу Даби.